# Miss Continentes Unidos 2014
Miss Continentes Unidos 2014 foi a 2ª edição do mais recente concurso de beleza com sede em Guaiaquil, no Equador. Essa edição reuniu trinta e um (31) candidatas sob a apresentação do jornalista Roberto Begue e da Miss Equador, Alejandra Argudo ao vivo pela Gama TV no "Centro de Convenções Simón Bolívar". A dominicana Geisha Montes de Oca foi declarada como campeã e foi coroada por Caroline Aguirre, detentora do título no ano anterior.

## Resultados

### Colocações
| Colocação               | País e Candidata                                                                                             |
| Vencedora               | - República Dominicana - Geisha Oca                                                                          |
| 2º. Lugar               | - Venezuela - Wi May Nava                                                                                    |
| 3º. Lugar               | - Índia - Gail da Silva                                                                                      |
| 4º. Lugar               | - Colômbia - Paola Quiroga                                                                                   |
| 5º. Lugar               | - Ucrânia - Anna Sardyga                                                                                     |
| 6º. Lugar               | - Paraguai - Julia Frison                                                                                    |
| (TOP 10) Semifinalistas | - Brasil - Camila Nantes - Cazaquistão - Aygerim Kozhakanova - Haiti - Marie Darline - Suécia - Felicia Aden |

### Premiações Especiais
O concurso distribuiu os seguintes prêmios este ano:
| Premiação         | País e Candidata                |
| Miss Simpatia     | - Chile - Florencia Dunnage     |
| Miss Fotogenia    | - Índia - Gail da Silva         |
| Miss Pontualidade | - Costa Rica - Jessica González |
| A Miss Perfeita   | - Rússia - Evgeniya Parmyonova  |

### Miss Melhor Traje Típico
A candidata com o meu traje nacional do seu País, este ano:
| Prêmio | País e Candidata             |
| 1      | - Índia - Gail da Silva      |
| 2      | - Panamá - Raiza Erlenbaugh  |
| 3      | - México - Jackeline Jiménez |

### Ordem dos Anúncios

#### Top 10
1. Brasil
2. Colômbia
3. Haiti
4. Índia
5. Cazaquistão
6. Paraguai
7. República Dominicana
8. Suécia
9. Ucrânia
10. Venezuela

## Jurados
Compuseram a mesa de jurados:
1. Roberto, empresário;
2. Sergio Torasa, empresário;
3. Marjorie Adum, designer de jóias;
4. Isabel Bucarám, produtora da CNN Espanhol;
5. Elizabeth Pérez, apresentadora na CNN Espanhol;
6. Ezequiel Montalt, ator equatoriano;
7. César Centeno, empresário;
8. Paola Sánchez, jornalista;

## Candidatas
Disputaram o título este ano:
| - Argentina - Lara Bochle - Austrália - Nicola Williams - Bolívia - Brenda Ibáñez - Brasil - Camila Nantes - Cazaquistão - Aygerim Kozhakanova - Chile - Florencia Dunnage - China - Hong Huan - Colômbia - Paola Quiroga - Costa Rica - Jessica González - Curdistão - Dalia Bapeer - Equador - Dianella Lopez | - Estados Unidos - Chanelle Chacon - Guatemala - Sucell Serrano - Haiti - Marie Darline - Holanda - Ingrid den Boer - Honduras - Iroshka Elvir - Índia - Gail da Silva - Líbano - Natalia Saade - México - Jackeline Jiménez - Nicarágua - Xilonem Quiñonez - Panamá - Raiza Erlenbaugh | - Paraguai - Julia Frison - Peru - Diana Rengifo - Portugal - Laura Corga - Porto Rico - Agnes Valentín - República Dominicana - Geisha Oca - Rússia - Evgeniya Parmyonova - Suécia - Felicia Aden - Tailândia - Nurlaila Binmamah - Ucrânia - Anna Sardyga - Venezuela - Wi May Nava |

## Histórico

### Desistiram
- Bangladesh - Fatimatu Zohra

- Bélgica - Imane Boujabout

- Canadá - Hanna Simmard

- Filipinas - Angelyn Schultz

- Indonésia - Zabilla Soeprapto

- Israel - Aksini Horishman

- Malásia - Rubini Rubi

- Nigéria - Samantha Ubani

- Quirguistão - Cholpon Mambetova

- Seychelles - Linda Cui

- Uruguai - Romina Fernández

### Trocas
- Argentina - Daiana Incandela ► Andrea Rzapeke ► Lara Bochle

- Equador - Estefany Londoño ► Dianella López

- Honduras - Gabriela Salazar ► Iroshka Elvir

- Estados Unidos - Tori Sizemore ► Chanelle Chacon